# La città senza legge
La città senza legge (Town Tamer) è un film del 1965 diretto da Lesley Selander.
È un film western statunitense con Dana Andrews, Terry Moore e Pat O'Brien. È basato sul romanzo del 1958 Town Tamer di Frank Gruber.

## Trama
La vita del mercenario Tom Rosser viene sconvolta quando un fuorilegge, Lee Ring, uccide per sbaglio sua moglie, Carol, nel tentativo di ucciderlo. Ring era stato assoldato da un capo banda del Kansas, Riley Condor. Il piano di vendetta di Rosser sarà lento ma inesorabile, anche se Condor e la sua banda faranno di tutto per ostacolarlo, facendo anche uso della legge.

## Produzione
Il film, diretto da Lesley Selander su una sceneggiatura e un soggetto di Frank Gruber (autore del romanzo), fu prodotto da A.C. Lyles per la A.C. Lyles Productions. Il brano della colonna sonora Town Tamer fu composto da Jimmie Haskell e Dunham.

## Distribuzione
Il film fu distribuito con il titolo Town Tamer negli Stati Uniti dal 7 luglio 1965 (première a New York) al cinema dalla Paramount Pictures.
Altre distribuzioni:
- in Germania Ovest il 14 ottobre 1965 (Revolver diskutieren nicht)
- nel Regno Unito il 13 dicembre 1965
- in Austria nel 1966 (Revolver diskutieren nicht)
- in Svezia il 18 aprile 1966 (Hämnd på revolverman)
- in Danimarca il 1º luglio 1966 (En gunfighter renser byen)
- in Norvegia il 10 giugno 1971 (redistribuzione)
- in Brasile (Domador de Cidades, in TV)
- in Grecia (I polis ton paranomon)
- in Spagna (La ciudad indomable)
- in Francia (Quand parle la poudre)
- in Italia (La città senza legge)

## Critica
Secondo il Morandini il film "è un solido, tradizionale western poco letterario e molto d'azione". Morandini segnala il cast, infarcito di "vecchie glorie". Secondo Leonard Maltin il film è un "westen ordinario con qualche valore nostalgico" grazie al cast.

## Promozione
Le tagline sono:
- "A TIME OF VIOLENCE! A TOWN OF SHAME! A MAN OF DESTINY! (original poster - all caps)".
- "The story of a gunslinger who could turn his back on no man...or woman...as death waited with a thousand eyes! ".
- "TRIGGERS ALL THE EXCITEMENT OF THE VIOLENT WEST! (original ad - all caps)".
- "THIS WAS THE TOWN WHERE HE MUST KILL...OR BE KILLED! (original poster - all caps)".